# Château de Murat-la-Rabbe
Le château de Murat-la-Rabbe est un château situé en France sur la commune de La Monselie, en région Auvergne-Rhône-Alpes.

## Historique
Le château de Murat-la-Rabbe est l’un des six châteaux portant le nom de Murat en Auvergne. Il est situé entre les villes de Murat et de Bort-les-Orgues. Il fut transmis par héritage à la maison de Claviers, puis passa à celle de Castries. Ces châteaux ont donné leur nom à différentes familles, dont certaines subsistent encore, bien qu’aucune ne possède aujourd'hui les terres d’origine,.

### Protection
Le château est inscrit partiellement au titre des monuments historiques par arrêté du 21 décembre 1984.

## Description
Le château est un ensemble architectural composé d’éléments d’époques différentes, allant de la motte castrale primitive à un édifice du XVIIIe siècle construit sur l’infrastructure d’un ancien donjon du XVe siècle. Les bâtiments s’organisent autour d’une cour centrale. Le rempart médiéval est encore visible sur l’ensemble du périmètre. De la forteresse romane subsistent une chapelle et des vestiges d’enceinte. Le logis, transformé au XVIIIe siècle, est prolongé par un bâtiment plus bas servant de communs, adossé à une tour carrée. Les autres côtés du quadrilatère présentent un portail du XVIIIe siècle à l’est, et les ruines de la chapelle au sud, qui conserve un portail ogival. Près de celle-ci se trouve le portail de l’ancien château féodal, daté du XVe siècle, orné d’un arc brisé et d’une moulure.